# Bolteria schaffneri
Bolteria schaffneri är en insektsart som beskrevs av Knight 1971. Bolteria schaffneri ingår i släktet Bolteria och familjen ängsskinnbaggar. Inga underarter finns listade i Catalogue of Life.